# Villeneuve-lès-Montréal
Pour les articles homonymes, voir Villeneuve.
Villeneuve-lès-Montréal  est une commune française, située dans le nord-ouest du département de l'Aude en région Occitanie.
Sur le plan historique et culturel, la commune fait partie du Lauragais, l'ancien « Pays de Cocagne », lié à la fois à la culture du pastel et à l’abondance des productions, et de « grenier à blé du Languedoc ». Exposée à un climat méditerranéen, elle est drainée par le ruisseau de Rivals et par un autre cours d'eau.
Villeneuve-lès-Montréal est une commune rurale qui compte 337 habitants en 2022, après avoir connu une forte hausse de la population depuis 1975. Elle fait partie de l'aire d'attraction de Carcassonne. Ses habitants sont appelés les Villenovains ou  Villenovaines.

## Géographie
Commune située au sud-ouest de Carcassonne.

### Communes limitrophes
| La Force (sur 100 m) |                         | Montréal  |
| Lasserre-de-Prouille | Villeneuve-lès-Montréal |           |
|                      |                         | Cailhavel |

### Hydrographie
La commune est dans la région hydrographique « Côtiers méditerranéens », au sein du bassin hydrographique Rhône-Méditerranée-Corse. Elle est drainée par le ruisseau de Rivals et le ruisseau de la Fontaine, qui constituent un réseau hydrographique de 3 km de longueur totale,.

### Climat
Pour des articles plus généraux, voir Climat de l'Occitanie et Climat de l'Aude.
En 2010, le climat de la commune est de type climat du Bassin du Sud-Ouest, selon une étude s'appuyant sur une série de données couvrant la période 1971-2000. En 2020, Météo-France publie une typologie des climats de la France métropolitaine dans laquelle la commune est exposée à un climat océanique altéré et est dans la région climatique Aquitaine, Gascogne, caractérisée par une pluviométrie abondante au printemps, modérée en automne, un faible ensoleillement au printemps, un été chaud (19,5 °C), des vents faibles, des brouillards fréquents en automne et en hiver et des orages fréquents en été (15 à 20 jours).
Pour la période 1971-2000, la température annuelle moyenne est de 13,3 °C, avec une amplitude thermique annuelle de 15,8 °C. Le cumul annuel moyen de précipitations est de 723 mm, avec 10 jours de précipitations en janvier et 5,1 jours en juillet. Pour la période 1991-2020, la température moyenne annuelle observée sur la station météorologique la plus proche, située sur la commune de Fanjeaux à 6 km à vol d'oiseau, est de 14,3 °C et le cumul annuel moyen de précipitations est de 625,0 mm,. Pour l'avenir, les paramètres climatiques de la commune estimés pour 2050 selon différents scénarios d'émission de gaz à effet de serre sont consultables sur un site dédié publié par Météo-France en novembre 2022.

### Milieux naturels et biodiversité
Aucun espace naturel présentant un intérêt patrimonial n'est recensé sur la commune dans l'inventaire national du patrimoine naturel,,.

## Urbanisme

### Typologie
Au 1er janvier 2024, Villeneuve-lès-Montréal est catégorisée commune rurale à habitat dispersé, selon la nouvelle grille communale de densité à 7 niveaux définie par l'Insee en 2022.
Elle est située hors unité urbaine. Par ailleurs la commune fait partie de l'aire d'attraction de Carcassonne, dont elle est une commune de la couronne,. Cette aire, qui regroupe 115 communes, est catégorisée dans les aires de 50 000 à moins de 200 000 habitants,.

### Occupation des sols
L'occupation des sols de la commune, telle qu'elle ressort de la base de données européenne d’occupation biophysique des sols Corine Land Cover (CLC), est marquée par l'importance des territoires agricoles (76,6 % en 2018), en diminution par rapport à 1990 (100 %). La répartition détaillée en 2018 est la suivante : 
zones agricoles hétérogènes (33,7 %), cultures permanentes (28,6 %), zones urbanisées (23,4 %), terres arables (14,3 %). L'évolution de l’occupation des sols de la commune et de ses infrastructures peut être observée sur les différentes représentations cartographiques du territoire : la carte de Cassini (XVIIIe siècle), la carte d'état-major (1820-1866) et les cartes ou photos aériennes de l'IGN pour la période actuelle (1950 à aujourd'hui).

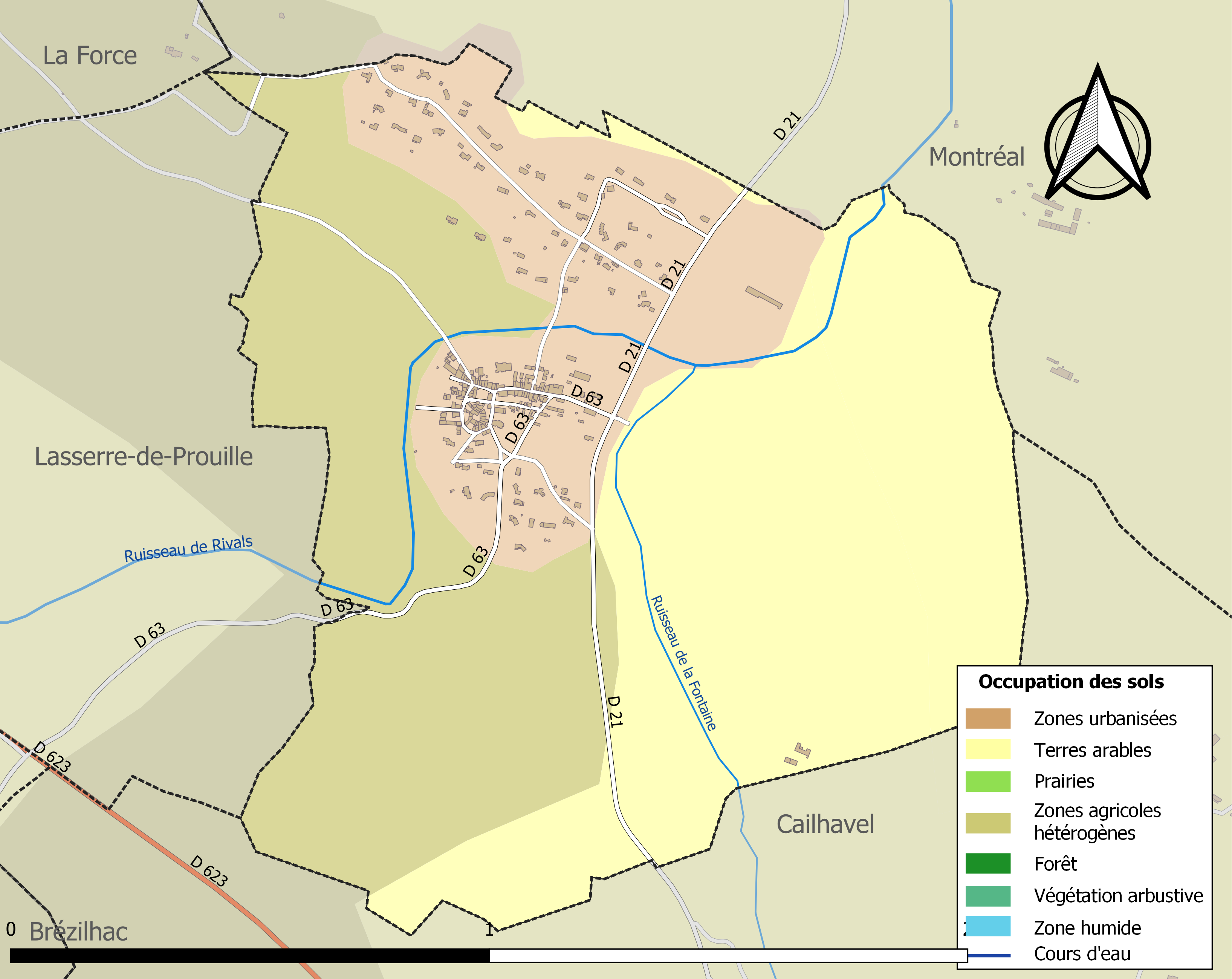
Carte des infrastructures et de l'occupation des sols de la commune en 2018 (CLC).

### Risques majeurs
Le territoire de la commune de Villeneuve-lès-Montréal est vulnérable à différents aléas naturels : météorologiques (tempête, orage, neige, grand froid, canicule ou sécheresse) et séisme (sismicité faible). Un site publié par le BRGM permet d'évaluer simplement et rapidement les risques d'un bien localisé soit par son adresse soit par le numéro de sa parcelle.

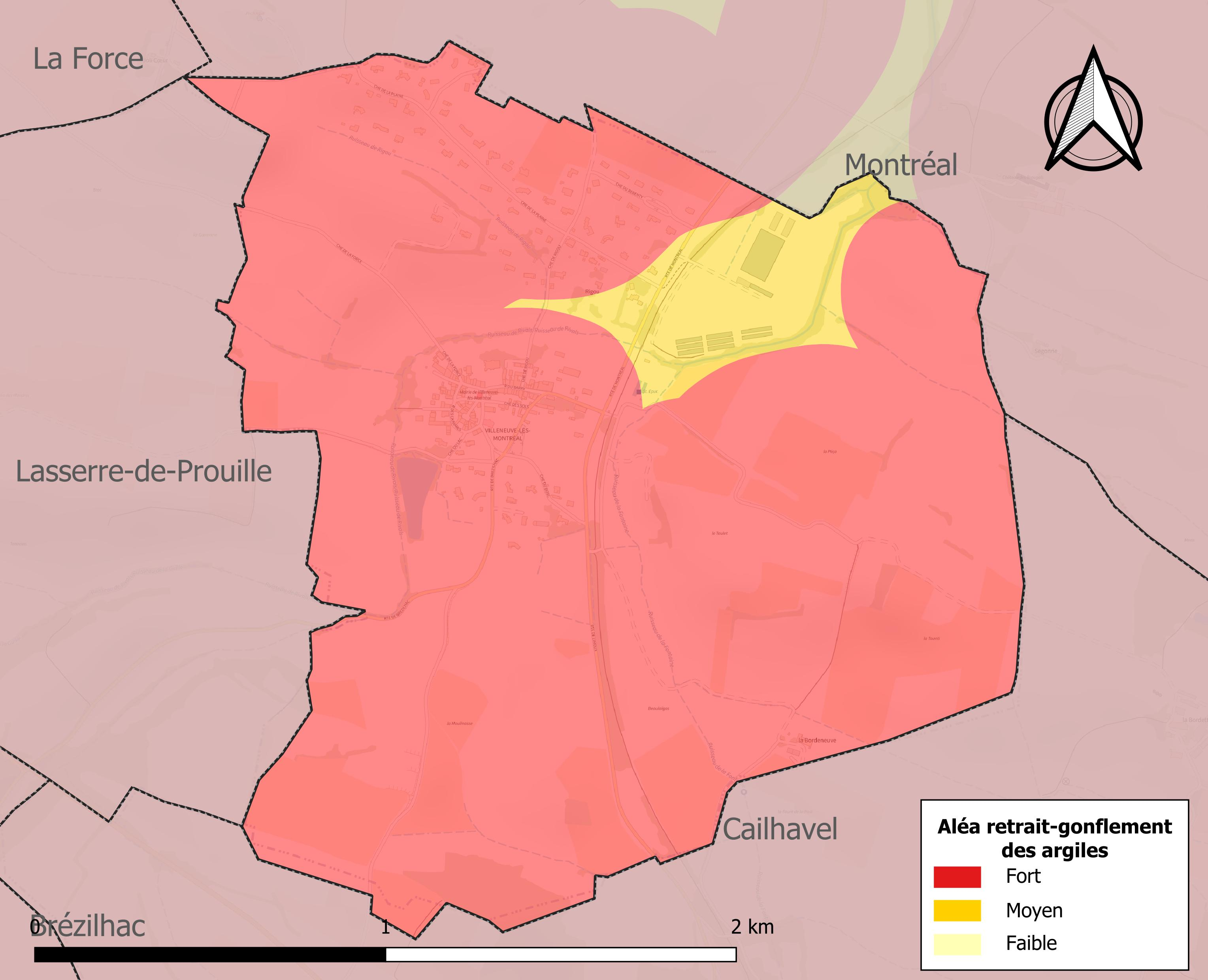
Carte des zones d'aléa retrait-gonflement des sols argileux de Villeneuve-lès-Montréal.

Le retrait-gonflement des sols argileux est susceptible d'engendrer des dommages importants aux bâtiments en cas d’alternance de périodes de sécheresse et de pluie. La totalité de la commune est en aléa moyen ou fort (75,2 % au niveau départemental et 48,5 % au niveau national). Sur les 135 bâtiments dénombrés sur la commune en 2019, 135 sont en aléa moyen ou fort, soit 100 %, à comparer aux 94 % au niveau départemental et 54 % au niveau national. Une cartographie de l'exposition du territoire national au retrait gonflement des sols argileux est disponible sur le site du BRGM,.

## Politique et administration

### Liste des maires
| Période                                  | Période  | Identité            | Étiquette | Qualité                                                                           |
| ---------------------------------------- | -------- | ------------------- | --------- | --------------------------------------------------------------------------------- |
| avant 1995                               | 2014     | Marcel Clanet       | PS        | Vice-président de la Communauté de communes Piège-Lauragais-Malepère (2013→2014)  |
| 2014                                     | en cours | Anne-Marie Mazières |           | Vice-présidente de la Communauté de communes Piège-Lauragais-Malepère (2014→2020) |
| Les données manquantes sont à compléter. |          |                     |           |                                                                                   |

## Démographie
| 1793 | 1800 | 1806 | 1821 | 1831 | 1836 | 1841 | 1846 | 1851 |
| ---- | ---- | ---- | ---- | ---- | ---- | ---- | ---- | ---- |
| 246  | 273  | 264  | 282  | 308  | 293  | 294  | 309  | 261  |

| 1856 | 1861 | 1866 | 1872 | 1876 | 1881 | 1886 | 1891 | 1896 |
| ---- | ---- | ---- | ---- | ---- | ---- | ---- | ---- | ---- |
| 381  | 261  | 221  | 225  | 214  | 231  | 240  | 221  | 200  |

| 1901 | 1906 | 1911 | 1921 | 1926 | 1931 | 1936 | 1946 | 1954 |
| ---- | ---- | ---- | ---- | ---- | ---- | ---- | ---- | ---- |
| 204  | 210  | 187  | 163  | 153  | 155  | 167  | 161  | 155  |

| 1962 | 1968 | 1975 | 1982 | 1990 | 1999 | 2006 | 2008 | 2013 |
| ---- | ---- | ---- | ---- | ---- | ---- | ---- | ---- | ---- |
| 133  | 131  | 101  | 104  | 101  | 116  | 202  | 226  | 263  |

| 2018 | 2022 | - | - | - | - | - | - | - |
| ---- | ---- | - | - | - | - | - | - | - |
| 314  | 337  | - | - | - | - | - | - | - |

## Économie

### Revenus
En 2018  (données Insee publiées en septembre 2021), la commune compte 113 ménages fiscaux, regroupant 299 personnes. La médiane du revenu disponible par unité de consommation est de 21 250 € (19 240 € dans le département).

### Emploi
| Division       | 2008   | 2013   | 2018   |
| -------------- | ------ | ------ | ------ |
| Commune        | 11,7 % | 7,7 %  | 8,1 %  |
| Département    | 10,2 % | 12,8 % | 12,6 % |
| France entière | 8,3 %  | 10 %   | 10 %   |

En 2018, la population âgée de 15 à 64 ans s'élève à 197 personnes, parmi lesquelles on compte 76,6 % d'actifs (68,5 % ayant un emploi et 8,1 % de chômeurs) et 23,4 % d'inactifs,. En  2018, le taux de chômage communal (au sens du recensement) des 15-64 ans est inférieur à celui de la France et du département, alors qu'en 2008 la situation était inverse.
La commune fait partie de la couronne de l'aire d'attraction de Carcassonne, du fait qu'au moins 15 % des actifs travaillent dans le pôle,. Elle compte 23 emplois en 2018, contre 21 en 2013 et 22 en 2008. Le nombre d'actifs ayant un emploi résidant dans la commune est de 139, soit un indicateur de concentration d'emploi de 16,4 % et un taux d'activité parmi les 15 ans ou plus de 65,1 %.
Sur ces 139 actifs de 15 ans ou plus ayant un emploi, 13 travaillent dans la commune, soit 9 % des habitants. Pour se rendre au travail, 90,6 % des habitants utilisent un véhicule personnel ou de fonction à quatre roues, 1,4 % les transports en commun, 2,9 % s'y rendent en deux-roues, à vélo ou à pied et 5 % n'ont pas besoin de transport (travail au domicile).

### Activités hors agriculture
20 établissements sont implantés  à Villeneuve-lès-Montréal au 31 décembre 2019.
Le secteur des activités spécialisées, scientifiques et techniques et des activités de services administratifs et de soutien est prépondérant sur la commune puisqu'il représente 30 % du nombre total d'établissements de la commune (6 sur les 20 entreprises implantées  à Villeneuve-lès-Montréal), contre 13,3 % au niveau départemental.

### Agriculture
|               | 1988 | 2000 | 2010 | 2020 |
| ------------- | ---- | ---- | ---- | ---- |
| Exploitations | 12   | 8    | 5    | 5    |
| SAU (ha)      | 295  | 168  | 146  | 118  |

La commune est dans le Razès, une petite région agricole occupant l'ouest du département de l'Aude, également dénommée localement « Volvestre et Razès ». En 2020, l'orientation technico-économique de l'agriculture  sur la commune est la polyculture et/ou le polyélevage. Cinq exploitations agricoles ayant leur siège dans la commune sont dénombrées lors du recensement agricole de 2020 (12 en 1988). La superficie agricole utilisée est de 118 ha,,.

## Culture locale et patrimoine

### Lieux et monuments
- Église Saint-Félix de Villeneuve-lès-Montréal avec clocher-mur.
- Le Château de Villeneuve-lès-Montréal. Le château, dans sa forme actuelle, aurait été édifié au XVe ou XVIe siècle, sous l’impulsion de la famille d’Hauptoul, lignée ancienne et influente, liée à d’autres sites prestigieux comme  celui de Rennes-le-Château. Il s’érige peut-être sur les cendres de la première demeure, détruite lors d’un incendie dévastateur en 1587, causé par des routiers en maraude. Pour un temps, le village devient alors tristement surnommé Villeneuve-la-Crémade. L’édifice, remanié à plusieurs reprises, prend sa physionomie actuelle : un corps rectangulaire flanqué de deux tours carrées et sobres. À l’intérieur, une haute salle voutée, dotée d’un décor néo-classique raffiné avec bustes antiques, guirlandes d’acanthe, guirlandes de feuilles et de fleurs.  Aux XVIIIe et XIXe siècles, le château entre dans le giron de familles illustres comme les Cazalets ou les d’Abadie, qui l’habitent, le transmettent. Durant ces périodes, le domaine reste actif : agriculture, vignes, pigeonnier.

### Héraldique
| Blason de Villeneuve-lès-Montréal | Blason  | D'or à deux barres d'azur.                       |
| Blason de Villeneuve-lès-Montréal | Détails | Le statut officiel du blason reste à déterminer. |